# NGC 240
NGC 240 је лентикуларна галаксија у сазвежђу Рибе која се налази на NGC листи објеката дубоког неба.
Деклинација објекта је + 6° 6' 46" а ректасцензија 0h 45m 1,9s. Привидна величина (магнитуда) објекта NGC 240 износи 13,7 а фотографска магнитуда 14,6. NGC 240 је још познат и под ознакама UGC 473, MCG 1-3-1, CGCG 410-3, PGC 2653.